# Libitina
Libitina was in de Romeinse wereld de godin van de dood en begrafenissen. Ze wordt vaak gelijkgesteld aan Venus (Venus Libitina) of Persephone. In haar tempel werden de benodigdheden voor de begrafenis verkocht en de overlijdensregisters bijgehouden. Libitinarii, begrafenisondernemers, ontlenen hun naam aan haar en waren bij haar tempel aan te treffen.
Haar naam is (onder andere in de Oden van Horatius) een synoniem voor de dood. Men denkt dat een van de poorten van het Colosseum naar haar is genoemd ter ere van de gestorven gladiatoren. Hoewel haar naam veelvuldig figureert in Romeinse poëzie, schijnt ze weinig afgebeeld te zijn en waren offers aan haar relatief zeldzaam. Ze wordt meestal voorgesteld als een in het zwart gehulde gestalte die boven een stervende zweefde tot de tijd van de dood was aangebroken.